# 科比农村居民点
科比农村居民点（俄语：Кобинское сельское поселение）是俄罗斯联邦伊尔库茨克州布拉茨克区所属的一个农村居民点。其下辖有1个居民点，行政中心为科比。据2016年统计，该农村居民点的人口为451人。